# Myripristis adusta
Myripristis adusta là một loài cá biển thuộc chi Myripristis trong họ Cá sơn đá. Loài này được mô tả lần đầu tiên vào năm 1853.

## Từ nguyên
Từ định danh adusta trong tiếng Latinh có nghĩa là "bị cháy sém", hàm ý đề cập đến viền đen ở mép vây lưng, vây hậu môn và vây đuôi của loài cá này.

## Phạm vi phân bố và môi trường sống
M. adusta có phân bố rộng khắp khu vực Ấn Độ Dương-Thái Bình Dương, từ Đông Phi trải dài về phía đông đến quần đảo Hawaii và quần đảo Line, ngược lên phía bắc đến quần đảo Ryukyu (Nhật Bản), về phía nam đến Nam Phi, Úc (gồm cả Quần đảo Cocos (Keeling)) và Polynésie thuộc Pháp (trừ quần đảo Marquises). Ở Việt Nam, M. adusta được ghi nhận tại quần đảo Trường Sa.
M. adusta sống tập trung ở khu vực mà san hô phát triển, độ sâu đến ít nhất là 30 m.

## Mô tả
Chiều dài cơ thể lớn nhất được ghi nhận ở M. adusta là 35 cm. Loài này có màu cam nhạt ánh bạc, vảy cá viền nâu cam, sẫm nâu dần về phía thân trên đường bên và đen ở gáy. Vảy ở gáy và bên dưới gai vây lưng có màu kim loại của xanh lục. Đỉnh đầu có màu xanh lục lam với những đường gờ màu đen. Một đốm đen lớn ở phía cuối nắp mang. Mống mắt màu đỏ. Vây lưng, vây hậu môn và vây đuôi có màu xanh lam nhạt, được viền với dải đen rất dày. Gai vây lưng màu đen ánh đỏ với sọc trắng xanh ở giữa bắt đầu từ màng thứ ba.
Số gai ở vây lưng: 11; Số tia ở vây lưng: 14–16; Số gai ở vây hậu môn: 4; Số tia ở vây hậu môn: 12–14; Số vảy đường bên: 27–29.

## Sinh thái
M. adusta là loài sống về đêm, ăn các sinh vật phù du. Chúng thường sống thành đàn, cũng có khi đơn độc hoặc theo nhóm nhỏ, hay nhập đàn với các loài khác. M. adusta trú ẩn trong hang hoặc dưới gờ đá vào ban ngày.
Kích thước trưởng thành (tối thiểu) ở cá đực là 15,7 cm FL và con cái là 16,5 cm FL (FL: fork length, là chiều dài thân cá tính từ mõm đến điểm chia đôi vây đuôi).

## Thương mại
Đa số các loài Myripristis có giá trị trong nghề cá quy mô nhỏ.